# There Are No Saints
There Are No Saints is een Mexicaans-Amerikaanse actie-thriller uit 2022, geregisseerd door Alfonso Pineda Ulloa. De hoofdrollen worden vertolkt door José María Yazpik, Paz Vega, Ron Perlman en Tim Roth.

## Verhaal
In Mexico neemt een man die per ongeluk gevangen is gezet, nadat hij uit de gevangenis is vrijgelaten, wraak op de mensen die zijn vrouw hebben vermoord en zijn zoon hebben ontvoerd.

## Rolverdeling
| Acteur            | Personage     |
| ----------------- | ------------- |
| José María Yazpik | Neto Niente   |
| Paz Vega          | Nadia         |
| Ron Perlman       | Sans          |
| Tim Roth          | Carl Abrahams |
| Shannyn Sossamon  | Inez          |
| Neal McDonough    | Vincent       |
| Brian Cox         |               |

## Productie
De film was oorspronkelijk getiteld The Jesuit en werd voor het eerst aangekondigd in 2010 met scenarioschrijver Paul Schrader die ook regisseerde. Willem Dafoe, Michelle Rodriguez en Paz Vega zouden de hoofdrol spelen. In 2012 werd Schrader vervangen door Alfonso Pineda Ulloa en werden de meeste acteurs vervangen. De film werd in 2013 opgenomen, maar had negen jaar nodig voor een release datum.

## Ontvangst
De film ontving ongunstige recensies van critici. Op Rotten Tomatoes heeft There Are No Saints een waarde van 27% en een gemiddelde score van 3,80/10, gebaseerd op 26 recensies. Op Metacritic heeft de film een gemiddelde score van 36/100, gebaseerd op 4 recensies.